# Caroline Riou
Caroline Riou est une actrice française, connue pour son rôle de Laetitia Belesta dans la série Plus belle la vie qu'elle interprète depuis 2014.

## Biographie
Caroline Riou est une actrice française. Elle a joué dans les films Real Movie de Stéphane Robelin et Les nuits de Sister Welsh de Jean-Claude Janer,,.
Depuis 2014, elle interprète Laetitia Belesta dans la série Plus belle la vie,,.

## Filmographie

### Cinéma
- 2002 : Real Movie de Stéphane Robelin[1] :  Caroline
- 2009 : Les Nuits de Sister Welsh de Jean-Claude Janer[8] : Odile

### Télévision
- 2003 : Sans commentaires de Noah Nuer[4]
- 2005 : L'Homme qui voulait passer à la télé
- 2006 : Monique coiffure de Yahn Jeannot
- 2008 : Affaires classées d'Eric Duret
- 2009 : Les invincibles d'Alexandre Castagnetti : Agnès
- 2010 : Les supers Blaireaux de Benjamin Pascal
- 2011 : Le Monde à ses pieds de Christian Faure
- 2012 : Si près de chez vous
- 2013 : Mon histoire vraie de Pierre Leix
- 2013 :  Au nom de la vérité
- 2014-2022 : Plus belle la vie : Laetitia Belesta
- 2016 : Nina : Rachel Bartel (épisode Retour de flammes)

### Divers
Caroline a été invité en 2002 à chanter le titre « On se dit vous, On se dit tu » sur l'album 3.2.1 de David Ban l'interprète du milliardaire excentrique Valentin Carrier dans plus belle la vie